# 道の駅633美の里
道の駅633美の里（みちのえき むささびのさと）は、高知県吾川郡いの町にある国道194号（国道439号重複区間）の道の駅である。
名称は「194+439=633」と旧吾北村の形がむささびの飛行する姿に似ていることから。

## 施設
- 駐車場
  - 普通車: 45台
  - 大型車: 5台
  - 身障者用: 2台
- トイレ（いずれも24時間利用可能）
  - 男: 大2器、小5器
  - 女: 5器
  - 身障者用: 1器
- 公衆電話
- 公衆FAX
- 物産館 (9:00 - 18:00)
- 情報コーナー

## 休館日
- 年末年始

## アクセス
- 国道194号（国道439号重複）

## 周辺施設
- グリーンパークほどの